# Кортленд (Іллінойс)
Кортленд (англ. Cortland) — місто (англ. town) в США, в окрузі Декальб штату Іллінойс. Населення — 4398 осіб (2020).

## Географія
Кортленд розташований за координатами 41°56′16″ пн. ш. 88°41′29″ зх. д. / 41.93778° пн. ш. 88.69139° зх. д. (41.937700, -88.691396).  За даними Бюро перепису населення США в 2010 році місто мало площу 9,42 км², з яких 9,40 км² — суходіл та 0,02 км² — водойми.

## Демографія
Згідно з переписом 2010 року, у місті мешкало 4270 осіб у 1423 домогосподарствах у складі 1119 родин. Густота населення становила 453 особи/км².  Було 1530 помешкань (162/км²).
Расовий склад населення:
| - 85,9 % — білих - 5,5 % — чорних або афроамериканців - 1,7 % — азіатів - 0,5 % — корінних американців - 4,0 % — осіб інших рас |

До двох чи більше рас належало 2,4 %. Частка іспаномовних становила 12,3 % від усіх жителів.
За віковим діапазоном населення розподілялося таким чином: 32,1 % — особи молодші 18 років, 63,2 % — особи у віці 18—64 років, 4,7 % — особи у віці 65 років та старші. Медіана віку мешканця становила 29,5 року. На 100 осіб жіночої статі у місті припадало 97,9 чоловіків;  на 100 жінок у віці від 18 років та старших — 95,0 чоловіків також старших 18 років.
Середній дохід на одне домашнє господарство  становив 74 997 доларів США (медіана — 75 507), а середній дохід на одну сім'ю — 76 598 доларів (медіана — 77 757). Медіана доходів становила 51 512 долари для чоловіків та 38 709 доларів для жінок. За межею бідності перебувало 10,2 % осіб, у тому числі 14,9 % дітей у віці до 18 років та 0,0 % осіб у віці 65 років та старших.
Цивільне працевлаштоване населення становило 2117 осіб. Основні галузі зайнятості: освіта, охорона здоров'я та соціальна допомога — 20,7 %, роздрібна торгівля — 13,7 %, виробництво — 13,6 %.